# Діброва Григорій Володимирович
Григорій Володимирович Діброва (справжнє Дуброва) (нар. 1 грудня 1951, с. В'язове Конотопського району Сумської області) — краєзнавець, історик, музейник, журналіст, поет, громадський діяч. Член НСЖУ (1997), НСКУ (2010). Голова Роменської міськрайонної організації Всеукраїнського товариства «Просвіта» імені Тараса Шевченка. Член правління Роменського відділення Українського фонду культури.

## Життєпис
У 1959-1969 рр. навчався у В’язівській сільській початковій школі, Білопільській школі-інтернаті, Конотопській школі-інтернаті ім. М. Немолота.
В 1969-1974 рр. — на історичному факультеті Київського державного університету ім. Т. Г. Шевченка.
Працював в Роменському краєзнавчому музеї: науковим працівником, старшим науковим працівником, завідувачем відділу  історії радянського періоду, завідувачем фондів (1974-2007), з липня 2007 по травень 2008 р. — в. о. директора музею. У 1989 р. створив і очолив  товариство української мови ім. Т. Г. Шевченка (нині - Роменська міськрайонна організація всеукраїнського товариства "Просвіта" ім. Т. Шевченка). Григорій Володимирович  був членом товариства "Спадщина", Українського товариства пам’яток історії та культури, товариство "Знання". Він один із фундаторів громадської організації "Роменське земляцтво".
Г. Діброва  лауреат премії Канадського Товариства Приятелів України (2000). За вклад у справу порозуміння та налагодження добросусідських відносин між народами, Всесвітня федерація миру обирала його послом миру.

### Краєзнавчо - дослідницька робота
Науковий та творчий доробок краєзнавця — статті в районних, обласних, центральних газетах: "Комуністичним шляхом" (нині - "ВІсті Роменщини"), "Ленінська правда" (потім - "Сумщина"), "Червоний промінь"  та журналах: "Народна творчість та етнографія", "Пам‘ятки України", "Пам‘ять століть" та ін. Публікації у збірниках матеріалів наукових та науково-практичних конференцій, збірниках. Теми його статей — історія  м. Ромни, Роменського краєзнавчого музею, театру, освіти, преси,  зв‘язки Т. Шевченка з Роменщиною, життя і творчість кобзаря Є. Адамцевича, скульптора І. Кавалерідзе, вченого О. Потебні, історика Г. Полетики, засновника Московського камерного театру О. Я. Таїрова, археолога М. О. Макаренка, письменників  Б. Антоненка-Давидовича, Л. Полтави, Й. Дудки та багатьох інших уродженців Роменщини. Ряд статей написано ним до енциклопедичного довідника "Сумщина в іменах" .
Г. В. Діброва друкувався під псевдонімами: Богдан Діброва, А. Аворбуд, В. Крига, Г. Гарячун, Г. Григоренко, Г. Володимиров та інші.
За його ініціативи були відкриті музеї: с. Деркачівка — музей П. Капельгородського, с. Салогубівка — музей Героя Радянського Союзу К. Гнідаша, музей О. А. Деревської в школі-інтернаті м. Ромни та ряд інших.
Краєзнавча діяльність Григорія Володимировича невідільна з культурно-масовою, культурно-просвітницькою роботою, підготовкою і проведенню наукових конференцій, літературних вечорів, зустрічей, Шевченківських днів в Ромнах, Сумах, Києві.
Ініціатор археологічних розкопок у 1992 і 1999 рр., які довели 1100-ліття існування м. Ромни.
Як поет друкувався в періодиці, в збірках "Пелюстки Ромен-квіту".

## Твори
- Ромны: путеводитель / А. П. Нелин, Г. В. Диброва — Харьков: Прапор, 1989. — 86 с.
- Іллінський ярмарок: (іст.-краєзнавчий нарис) / Г. В. Діброва, В. В. Панченко. — Ромни: Просвіта, 1993. — 67с.
- Пелюстки Ромен-цвіту: (зб. творів місцевих авт.) / упоряд. Г. В. Діброва. — Ромни: Просвіта, 1993. — 67с.

- Григорій Діброва. Роменщина в полум'ї війни (історико-краєзнавчий нарис). — Видання Роменської «Просвіти», Ромни, 1998. — 112 с.
- Олексій Вертій, Григорій Діброва. Євген Адамцевич: спогади, статті, матеріали. Науково-популярне видання. — Суми: Собор, 1999. — 96 с.
- Літопис доброти і людяності: (коротка історія Першої обласної спеціалізованої лікарні м. Ромни). — Ромен, 2000. — 34с.
- Краю наш Роменський: краєзнавчий нарис / упоряд.: Г. В. Діброва, О. В. Іващенко, В. В. Панченко. — Суми: Слобожанщина, 2002. — 104с, іл.
- Роменській нафті — 70. — Суми: Еллада, 2007. — 6с.
- Григорій Діброва. Кобзар Мусій Олексієнко — учитель Євгена Адамцевича та один із авторів «Запорізького маршу» // Часопис української історії. Випуск 22 [Архівовано 22 вересня 2016 у Wayback Machine.]. / Київ. нац. ун-т ім. Т. Шевченка, Каф. укр. іст. та етнології. — К., 2012. — С. 30—34.
- Григорій Діброва. Роменський кобзар Мусій Олексієнко // Народна творчість та етнографія. — 1991. — № 2. — С. 87—94.